# Rhododendron maddenii
Espèce
Synonymes
- Rhododendron brachysiphon Balf. f.[1]
- Rhododendron calophyllum Nutt.[1]
- Rhododendron jenkinsii Nutt.[1]
- Rhododendron maddenii var. longiflorum W. Watson[1]
- Rhododendron polyandrum Hutch.[1]

Rhododendron maddenii est une espèce d’arbustes ornementaux de la famille des Ericacées.

## Liste des variétés et sous-espèces
Selon BioLib (1 avril 2019) :
- sous-espèce Rhododendron maddenii subsp. crassum (Franchet) Cullen
- sous-espèce Rhododendron maddenii subsp. maddenii

Selon Tropicos (1 avril 2019) (Attention liste brute contenant possiblement des synonymes) :
- sous-espèce Rhododendron maddenii subsp. crassum (Franch.) Cullen
- sous-espèce Rhododendron maddenii subsp. maddenii
- variété Rhododendron maddenii var. longiflorum W. Watson